# Carl Gyllenpistol
Carl Gyllenpistol, född den 25 mars 1641 i Abbotsnäs, död den 22 februari 1695 i Kalmar, var en svensk friherre, generalmajor och landshövding för Kalmar län. Han begravdes i Floda kyrka i Södermanlands län.
Carl Gyllenpistol tillhörde den adliga ätten Gyllenpistol, han kom 1692 att upphöjdes till friherre. Carl Gyllenpistol var generalmajor inom kavalleriet och landshövding i Kalmar län. Han skrev sig till Abbotsnäs, Skedevi, Skalltorp och Bokvarn.
Hans första hustru var Brita Rosenflycht, (1646–1673). I detta äktenskap föddes tre söner, varav två levde till vuxen ålder. Den äldste av dem, Carl Henrik Gyllenpistol, var kapten i holländsk tjänst men dog ogift. Den sonen, Gustaf Gyllenpistol, var kapten vid Krassows svenska regemente och senare löjtnant vid Livdragonerna och han stupade som ogift i Slaget vid Narva.
Hans andra hustru var Märta Rosenstråle (1652–1710).  I det andra äktenskapet föddes sex döttrar och en son som överlevde barnaåren. Sonen ifråga, Adolf Gyllenpistol, var överste, men dog ogift och blev den siste manlige företrädaren för ätten. Av sin mor hade han ärvt Skalltorp och hälften av Rosenstrålska godset Sonstorp. 